# Communauté de communes des vertes vallées (Pas-de-Calais)
Die Communauté de communes des vertes vallées ist ein ehemaliger französischer Gemeindeverband (Communauté de communes) im Département Pas-de-Calais und der Region Nord-Pas-de-Calais. Er wurde am 21. Dezember 2001 gegründet. 2013 fusionierte der Gemeindeverband mit der Communauté de communes du Val de Gy und bildete so die neue Communauté de communes La Porte des Vallées.

## Mitglieder
1. Adinfer
2. Bailleulmont
3. Bailleulval
4. Basseux
5. Berles-au-Bois
6. Berneville
7. Blairville
8. Boiry-Saint-Martin
9. Boiry-Sainte-Rictrude
10. Ficheux
11. Fosseux
12. Gouy-en-Artois
13. Hendecourt-lès-Ransart
14. La Cauchie
15. La Herlière
16. Monchiet
17. Monchy-au-Bois
18. Ransart
19. Rivière
20. Simencourt
21. Warlus

## Quelle
- Le SPLAF - (Website zur Bevölkerung und Verwaltungsgrenzen in Frankreich (frz.))